# Relations entre la France et l'Organisation internationale de la francophonie
 (octobre 2018).
Si vous disposez d'ouvrages ou d'articles de référence ou si vous connaissez des sites web de qualité traitant du thème abordé ici, merci de compléter l'article en donnant les références utiles à sa vérifiabilité et en les liant à la section « Notes et références ».
 (août 2022).
La mise en forme du texte ne suit pas les recommandations de Wikipédia : il faut le « wikifier ».
Les points d'amélioration suivants sont les cas les plus fréquents :
- Les titres sont pré-formatés par le logiciel. Ils ne sont ni en capitales, ni en gras.
- Le texte ne doit pas être écrit en capitales (les noms de famille non plus), ni en gras, ni en italique, ni en « petit »…
- Le gras n'est utilisé que pour surligner le titre de l'article dans l'introduction, une seule fois.
- L'italique est rarement utilisé : mots en langue étrangère, titres d'œuvres, noms de bateaux, etc.
- Les citations ne sont pas en italique mais en corps de texte normal. Elles sont entourées par des guillemets français : « et ».
- Les listes à puces sont à éviter, des paragraphes rédigés étant largement préférés. Les tableaux sont à réserver à la présentation de données structurées (résultats, etc.).
- Les appels de note de bas de page (petits chiffres en exposant, introduits par l'outil «  Source ») sont à placer entre la fin de phrase et le point final[comme ça].
- Les liens internes (vers d'autres articles de Wikipédia) sont à choisir avec parcimonie. Créez des liens vers des articles approfondissant le sujet. Les termes génériques sans rapport avec le sujet sont à éviter, ainsi que les répétitions de liens vers un même terme.
- Les liens externes sont à placer uniquement dans une section « Liens externes », à la fin de l'article. Ces liens sont à choisir avec parcimonie suivant les règles définies. Si un lien sert de source à l'article, son insertion dans le texte est à faire par les notes de bas de page.
- La présentation des références doit suivre les conventions bibliographiques. Il est recommandé d'utiliser les modèles {{Ouvrage}}, {{Chapitre}}, {{Article}}, {{Lien web}} et/ou {{Bibliographie}}. Le mode d'édition visuel peut mettre en forme automatiquement les références.
- Insérer une infobox (cadre d'informations à droite) n'est pas obligatoire pour parachever la mise en page.

Pour une aide détaillée, merci de consulter Aide:Wikification.
Si vous pensez que ces points ont été résolus, vous pouvez retirer ce bandeau et améliorer la mise en forme d'un autre article.
Les relations entre la France et l'Organisation internationale de la Francophonie désignent les rapports qu'entretiennent la République française d'une part et de l'autre, l'Organisation internationale de la francophonie (OIF), institution internationale dont la France est membre à part entière.

## Histoire
L'Assemblée parlementaire de la francophonie est créée en 1967, alors que la France doit faire le deuil de son empire colonial (https://www.charles-de-gaulle.org/wp-content/uploads/2017/03/Discours-de-Montreal.pdf). Elle rassemble les anciens territoires sous domination française, sur un mode non plus colonial, mais d'égal à égal. Le premier sommet de l'OIF se tient à Versailles, en France. Ainsi, dès le départ, la France joue un rôle particulièrement éminent au sein de l'OIF. 

## Période contemporaine
Le siège de l'OIF est aujourd'hui à Paris. Pour l'instant, la France est, avec le Sénégal, le pays ayant hébergé le plus grand nombre de sommets de la francophonie.
L'OIF est un instrument du rayonnement culturel français, puisque ses membres ont la langue française pour langue officielle. 
L'OIF contribue à diffuser les valeurs françaises (soft power), à l'image des droits de l'homme, de la démocratie et de l'état de droit. Au service de l'éducation et de la formation, elle fait la promotion des normes françaises en matière d'économie et de droit, facilitant ainsi les échanges entre la France et les autres pays membres. 
La France doit parfois faire face à une opposition virulente de la part des membres de l'OIF, qui critiquent la manière dont Paris utilise l'organisation pour servir ses intérêts. 
Note : si au départ de Gaulle manifestait un certain mépris sur ce sujet dans une conférence d'octobre 1966 (https://www.ina.fr/ina-eclaire-actu/video/i05208862/de-gaulle-et-la-francophonie), il changera d'avis l'année suivante avec la création de l'assemblée pour la francophonie en 1967 (voir plus haut au-desssus) et s'ensuivra ensuite sa visite sur le Canada (https://www.ina.fr/ina-eclaire-actu/video/caf87002382/de-gaulle-au-quebec) dans une conférence déclamant Vive le Québec libre ! (https://www.ina.fr/ina-eclaire-actu/video/i09047746/discours-de-montreal-vive-le-quebec-libre et https://www.ina.fr/ina-eclaire-actu/video/i00012649/charles-de-gaulle-vive-le-quebec-libre) au grand déplaisir notamment des autorités canadiennes (http://www.ameriquefrancaise.org/fr/article-8/De_Gaulle_et_%C2%AB_Vive_le_Qu%C3%A9bec_libre!_%C2%BB.html#.YvgsbPHP2po).